# Derrick Dial
Derrick Jonathon Dial (nacido el 20 de diciembre de 1975 en Detroit, Míchigan) es un exjugador de baloncesto estadounidense. Con 1.93 de estatura, su puesto natural en la cancha era el de escolta.

## Trayectoria
[actualizar]